# Elefant de guerra

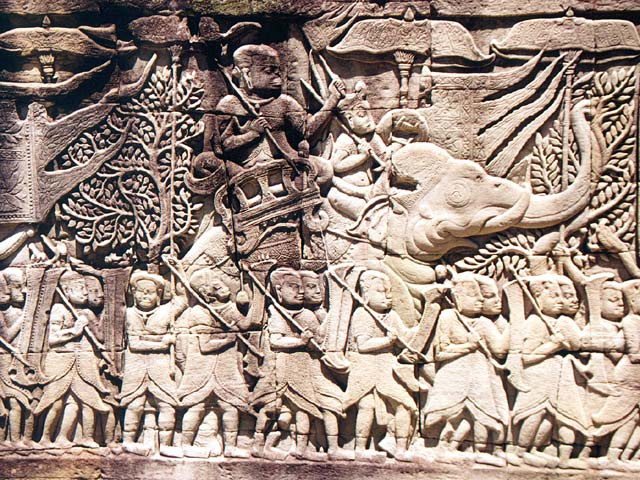
Elefant de guerra de l'Imperi Khmer. Baix relleu d'Angkor de finals del o principis del.

Els elefants de guerra foren elefants utilitzats al llarg de la història militar de l'edat antiga. Criats a la natura, només els mascles anaven a la guerra, car eren més forts i ràpids, i també perquè la relació amigable amb les femelles només era possible durant l'època d'aparellament. Els elefants utilitzats eren de l'espècie asiàtica (Elephas maximus) i elefant africà de sabana (Loxodonta africana pharaoensis), una subespècie extinta de l'elefant africà.
Els animals eren entrenats perquè no tinguessin por dels combats intensos. Tenien ullals afilats i portaven un punyal a la trompa. Els animals també portaven anelles de bronze a les potes per a evitar que els tallessin els tendons. Foren molt utilitzats pels exèrcits indis, cartaginesos i perses.
Els elefants de guerra van ser una arma important, encara que no gaire freqüent, en la història militar de l'edat antiga. Eren utilitzats normalment per carregar contra l'enemic, per calcigar a grups d'enemics o trencar les seves línies. Es podien emprar tant elefants mascles com a femelles. Els mascles són animals més grans, però sovint per la seva agressivitat i el seu nerviosisme (sobretot en època d'aparellament) no eren fàcils de manejar.

## Història
Les primeres notícies de domatge d'elefants provenen de la civilització de la vall de l'Indus fa al voltant de 4.000 anys. Cal aclarir la distinció entre la doma, ensinistrament i domesticació. Es doma primer als animals rebels, silvestres o domèstics, després se'ls ensinistra ensenyant-los a fer tasques, els domèstics neixen i viuen en captivitat. Així doncs, als elefants militars se'ls caçava, domava i entrenava. L'espècie més usada era l'elefant indi, de menor grandària i més fàcil d'ensinistrar que l'africà, que es va utilitzar en poques ocasions.
Els primers exemplars ensinistrats, per tant, pertanyien a l'espècie Elephas maximus, i van ser emprats en les labors agrícoles. No obstant això, se sap que ja existien elefants de guerra cap a l'any 1100 aC, perquè s'esmenten en diversos himnes sànscrits. També és possible que la dinastia Shang de la Xina hagués ensinistrat als elefants per a la guerra al voltant d'aquesta època, ja que se sap que hi havia elefants ensinistrats pels humans a la zona del riu Groc.

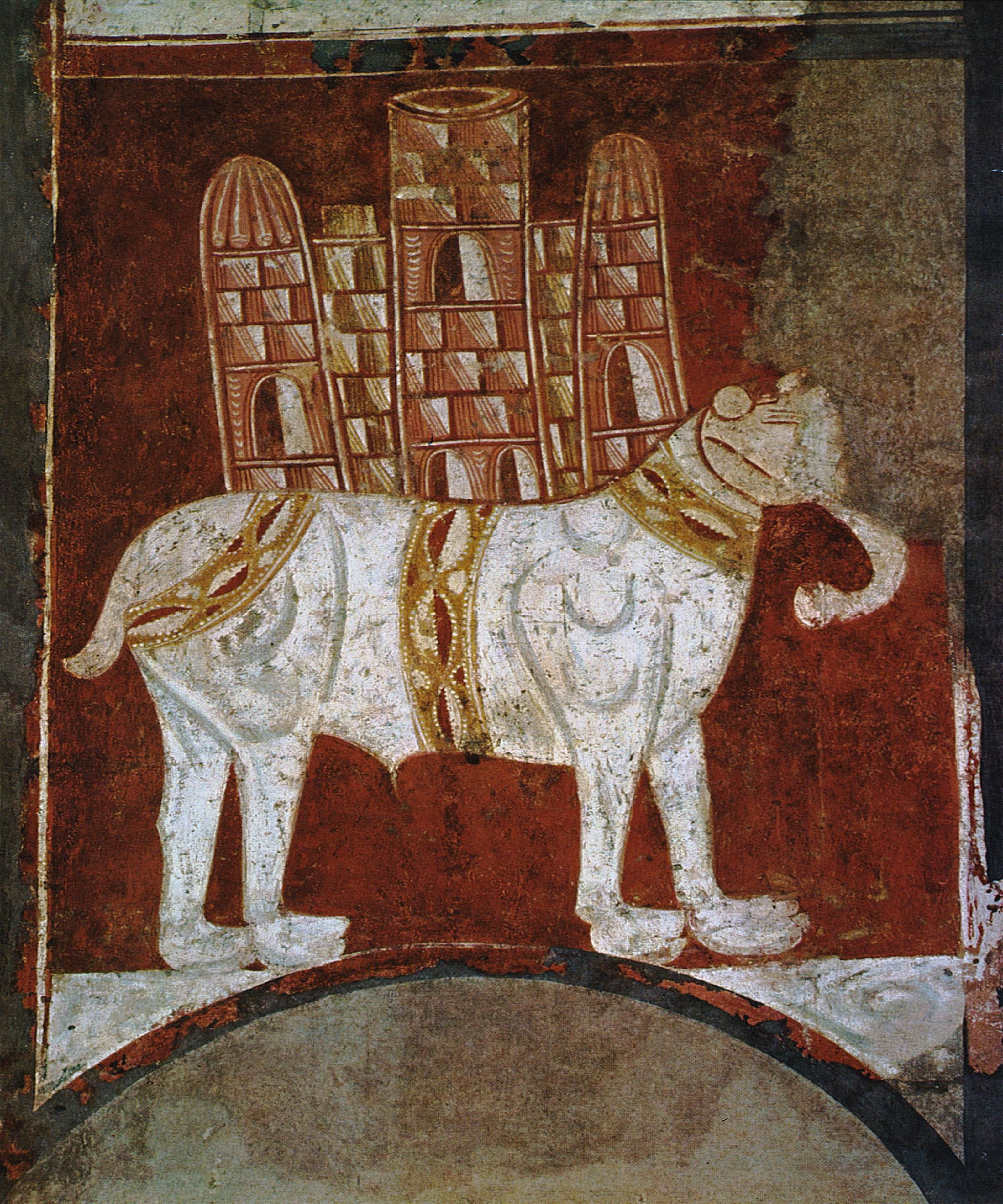
Fresc romànic de l'església de San Baudilio de Berlanga (actualment al Museu del Prado), representant un elefant de guerra.

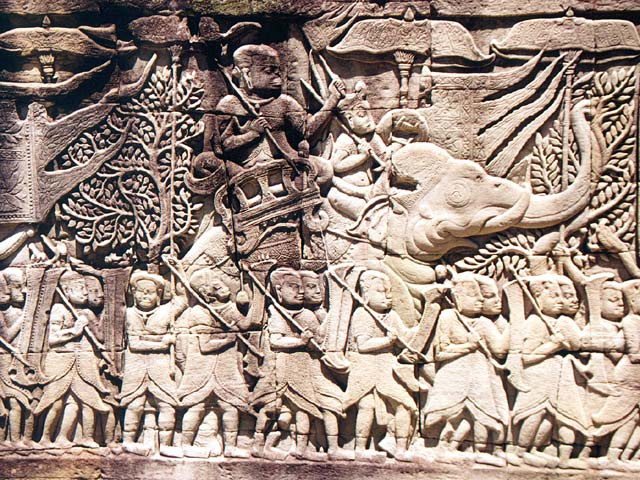
baix relleu cambotjà on es representa un antic exèrcit que inclou un elefant de guerra.

Des d'Orient, l'ús militar dels elefants va passar a l'Imperi Persa, on van ser emprats en diverses campanyes. Possiblement la batalla de Gaugamela, que va enfrontar, l'1 d'octubre de 331 aC, al rei persa Darios III amb Alexandre el Gran fos el primer contacte d'un exèrcit europeu amb els elefants de guerra. Els quinze animals, situats en el centre de les línies perses, van causar entre els soldats macedonis una impressió tan forta que l'Alexandre va sentir la necessitat de fer un sacrifici al déu de la por, Fobos, la nit anterior a la batalla. Gaugamela va ser el major dels èxits d'Alexandre, però els elefants enemics li van impressionar fins al punt que, en les seves campanyes posteriors, els va incorporar al seu propi exèrcit. Cinc anys després, a la batalla de l'Hidaspes contra el rei Porus, L'Alexandre sabia perfectament com enfrontar-se als elefants en combat, si bé encara no comptava amb elefants entre les seves files. Porus, que governava Panjab va utilitzar 200 elefants a la batalla, que van posar en problemes a Alexandre, encara que va aconseguir sortir victoriós.
En aquells dies, el regne de Magadha, a l'est de les actuals Índia i Bengala, comptava amb 6.000 elefants de guerra. El monarca Chandragupta Maurya arribaria a tenir més tard 9.000 elefants. Aquest nombre era molt major que als quals s'havien enfrontat fins llavors, la qual cosa va afectar la moral dels homes d'Alexandre i, en part, va ser la raó que no seguís amb la conquesta de la regió.
Gràcies al seu èxit en les batalles, l'ús militar dels elefants es va estendre pel món. Els successors d'Alexandre, els diàdocs, van utilitzar centenars d'elefants en les seves campanyes. Els egipcis i cartaginesos van iniciar l'ensinistrament d'elefants africans per a la guerra, igual que els númides i els kushites. L'espècie triada va ser l'elefant de la selva, concretament el nord-africà, que acabaria gairebé per extingir-se a causa de la seva sobreexplotació. L'elefant de la sabana africana, major que el de la selva, era molt més difícil d'ensinistrar, i solament va ser usat en poques ocasions. Els elefants que van emprar els egipcis a la batalla de Ràfia el 217 aC eren menors que els seus contrincants asiàtics i, no obstant això, els van donar la victòria davant d'Antíoc III el Gran de Síria.

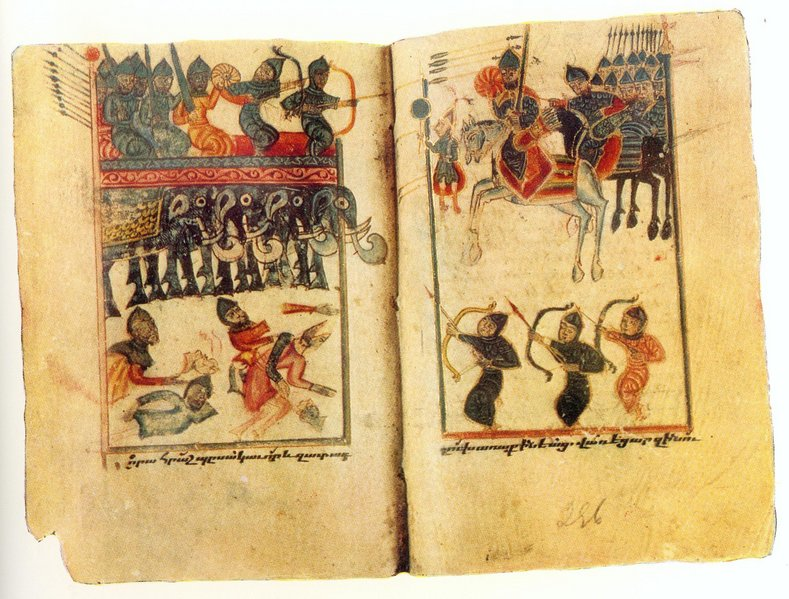
Miniatura medieval armènia que representa als elefants de l'Imperi Sassànida en la batalla d'Avarair.

En la història de Sri Lanka apareixen els elefants com a muntures dels reis que dirigien als seus homes en el camp de batalla. L'elefant Kandula va ser la muntura del rei Dutthagamani (200 aC) i "Maha Pabbata" la muntura del rei Elahara en la seva històrica trobada en la batalla.
Plini el Vell (45 aC), un dels grans historiadors romans, en el llibre 6 del seu 37 volums d'història diu que Megastenes havia recollit l'opinió de Onesícrit que els elefants de Sri Lanka eren més grans, fers i millors per al combat que qualsevol altre. Per això i per la proximitat dels elefants al mar, Sri Lanka va començar a explotar un lucratiu negoci de venda d'elefants. Fins i tot en temps de pau s'utilitzava l'aixafament mitjançant l'ús d'un elefant per donar mort a traïdors i altres criminals.
A Europa, els elefants es van utilitzar contra la República Romana per Pirros en la batalla d'Heraclea, el 280 aC, i pel general cartaginès Hanníbal Barca durant la Segona Guerra Púnica. Els elefants de Cartago que Hanníbal va guiar a través dels Alps, terroritzaren a les legions romanes. No obstant això, els romans van trobar una manera de contrarestar l'efecte devastador de la càrrega dels elefants. A la batalla de Zama (202 aC), la càrrega dels elefants va resultar inútil quan els manípuls romans es van fer a un costat i els van permetre passar. Segle i mig després, en la Batalla de Tapsus (46 aC), Juli Cèsar va armar als soldats de la Legió V amb destrals per ferir les potes dels elefants. La legió va ser capaç de resistir l'atac i l'elefant es va convertir en el seu símbol. La Batalla de Tapsus va ser l'última vegada que els elefants van tenir un ús militar a Occident.
Es deia que els porcs eren una arma més efectiva contra els elefants. Plini el Vell comenta que "els elefants s'espanten del menor xiscle d'un porc" (VIII, 1.27). El setge de Mègara va ser trencat quan els megarencs van abocar oli sobre un ramat de porcs, els van calar foc i els van llançar contra els elefants de guerra enemics. Els elefants es van desbocar, terroritzats pels xiscles dels porcs flamejants.
L'Imperi Part va utilitzar ocasionalment als elefants de guerra en les seves batalles contra l'Imperi romà, però la seva importància va ser molt major en temps de l'Imperi Sassànida. Els sassànides van emprar a aquestes bèsties en moltes de les seves campanyes contra els seus enemics occidentals, sent una de les més memorables la batalla d'Avarair, en la qual els elefants de l'Imperi van causar el pànic i van aixafar als rebels armenis. Un altre exemple és la batalla de Kadesia, on va intervenir gran nombre d'elefants.
En l'edat mitjana, poques van ser les vegades que es van usar elefants de guerra a Europa. Carlemany posseïa un elefant, Abul-Abbas, regal del califa abàssida Harun ar-Raixid, i el va portar amb en les seves campanyes a Dinamarca el 804. També Federic II Hohenstaufen va tenir l'oportunitat de capturar un elefant a Terra Santa en el marc de les croades, per després arribar a utilitzar-ho en la presa de Cremona de 1214.
A Orient, en canvi, l'ús militar dels elefants va continuar. Gràcies als elefants d'un soltanat indi gairebé es va posar fi a les conquestes de Tamerlà. El 1398, l'exèrcit de Tamerlà es va enfrontar en batalla a més d'un centenar d'elefants, i estigué a punt de ser derrotat per la por que va condir entre els seus soldats. Les cròniques històriques relaten que els turcs van vèncer gràcies a una enginyosa estratègia: Tamerlà va ordenar que es carreguessin camells amb bales de palla a les quals es va calar foc. El fum va espantar als animals, que van córrer espaordits cap a les files enemigues, on van espantar al seu torn als elefants indis; aquests van abandonar les seves posicions i van carregar contra el seu propi exèrcit en la seva fugida. Una altra crònica de la mateixa campanya, escrita per Ahmed ibn Arabshah, relata que Tamerlà va cobrir el camp de batalla amb puntals de ferro gegants que van impedir la càrrega dels elefants. Posteriorment, Tamerlà va incorporar aquests animals al seu exèrcit i es va servir d'ells en les campanyes contra els turcs otomans a Anatòlia.
Està documentat que el rei Rajasinghe I va emprar una falange de 2.200 elefants durant el setge de la fortalesa portuguesa de Colombo (Sri Lanka) el 1558. L'entrenament dels elefants i els seus conductors a l'illa corresponia en exclusiva al clan Kuruwe.
No obstant això, amb l'extensió de l'ús de la pólvora en el segle xv, les càrregues d'elefants de guerra van començar a tornar-se obsoletes, ja que podien ser abatuts fàcilment amb un tret de canó. Durant la Guerra de Secessió dels Estats Units, el rei de Siam va oferir el servei dels seus animals al president Abraham Lincoln, cosa que va rebutjar.
Els elefants van seguir usant-se, encara que no en batalla, amb finalitats militars fins a la Segona Guerra Mundial, en aquells casos en els quals els animals podien realitzar treballs en llocs que haguessin estat molt dificultosos per a la maquinària.

## Ús tàctic
Els elefants servien per a moltes finalitats. Degut a la seva enorme grandària, podien portar càrregues molt pesades, la qual cosa feia d'ells un utilíssim mitjà de transport fins que els van substituir els mitjans mecànics. En batalla, solien situar-se en el centre de les línies, on s'usaven tant per repel·lir una càrrega enemiga com per començar una pròpia.

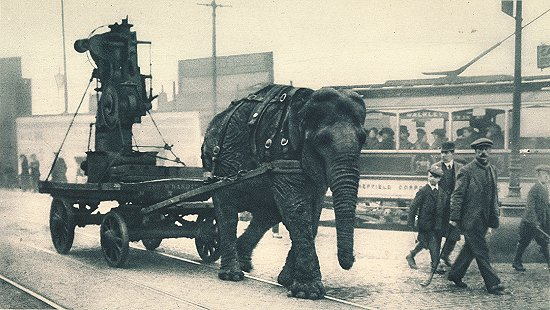
Durant la Primera Guerra Mundial els elefants traslladaven equipament pesat. Es treballava en un magatzem de munició a Sheffield.

Les càrregues dels elefants poden arribar a aconseguir una velocitat de 30 km/h i, al contrari que una càrrega de cavalleria, no podien ser repel·lides fàcilment per la infanteria mitjançant les llances. El seu poder es basava en la força bruta: xocar contra les files enemigues, aixafar-les i voltejar a la gent en l'aire amb els ullals. Els homes que no resultaven aixafats, com a mínim eren colpejats i havien de retrocedir. A més, el terror que inspiraven els elefants a un enemic que no estigués habituat a enfrontar-s'hi (fins i tot en els disciplinats legionaris romans) podia portar-los a una fugida desesperada només amb la primera càrrega. La cavalleria tampoc estava a resguard dels elefants, perquè entre els cavalls podia condir el pànic fàcilment, i en major mesura per la falta de costum del cavall a l'olor de l'elefant.
La dura pell de l'elefant feia que fos molt difícil de matar o neutralitzar, i la seva gran altura i massa servia de protecció per als qui els muntaven. A més de per carregar, els elefants feien un paper important donant protecció estable i segura als arquers, que podien disparar fletxes des de dins del mateix camp de batalla, podent aconseguir més objectius. Els soldats que anaven pujats en l'elefant portaven arcs i fletxes per atacar a la cavalleria i infanteria, així com llargues llances per al combat cos a cos. Els arquers, per la seva banda, van anar evolucionant a altres armes de llarg abast més avançades: L'Imperi Khmer i els reis de l'Índia van utilitzar plataformes gegants amb ballestes per llançar projectils que poguessin travessar armadures i matar als elefants enemics, així com cavalleria o carros. A finals del segle xvi també es van introduir armes de foc, però la pólvora va acabar fent que els grans i relativament lents elefants anessin quedant obsolets com a armes de batalla.
No obstant això, els elefants també tenien tendència a deixar-se portar pel pànic: després d'aguantar una quantitat moderada de ferides o quan moria el seu conductor, fugien en estampida, causant baixes indiscriminades per on fos que intentessin fugir. L'estampida podia causar grans baixes en ambdós bàndols. Els romans, per exemple, intentaven tallar les trompes, sabent que causarien el pànic instantani i esperant que l'elefant sortís fugint cap a les seves pròpies files. També s'usaven els fustigadors amb javelines per fer-los fugir, ja que les javelines i armes similars podien tornar boig a l'elefant. Els esports a cavall van néixer dels regiments de cavalleria que entrenaven per incapacitar o fer fugir als elefants enemics.
Els documents històrics de Sri Lanka relaten que es lligaven pesades cadenes de ferro amb boles d'acer a les trompes dels elefants, i que se'ls entrenava per voltejar-les de forma amenaçadora i amb gran agilitat. Aquesta era una mesura molt eficaç per mantenir a les tropes enemigues a una certa distància.
Durant les guerres púniques, els elefants de guerra portaven armadures pesades i transportaven damunt una torre, anomenada howdah, amb tres tripulants: arquers i/o homes armats amb sarisses (una pica de 6 m de llarg). Els elefants de guerra del bosc, més petits que els africans o asiàtics, no eren tan forts com per poder aguantar una torre, i només portaven dos o tres homes. A part d'aquests, també estava el conductor d'elefants o cornac, normalment un númida, que era l'encarregat de manejar a l'animal. El cornac portava així mateix un cisell i un martell per travessar-li-ho a l'animal per l'espina dorsal i matar-li en el cas que sortís en estampida. Els elefants s'han comparat a vegades als carros de combat de la Segona Guerra Mundial, però els seus usos tàctics tenen massa diferències com per mantenir aquesta comparació.
Jayantha Jayawardhene, en el seu "Elefant a Sri Lanka" (1994), dona una visió que els elefants no eren alguna cosa en el que es pogués confiar en una batalla, excepte per intimidar a l'enemic. Diu que "es va trobar que eren fàcils d'espantar i que s'alarmaven per sons que no fossin familiars i que per això eren propensos a trencar files i fugir."

## Algunes batalles en les quals es van emprar elefants[3]
- 331 aC, Batalla de Gaugamela[4]
- 326 aC, Batalla de l'Hidaspes[5]
- 301 aC, Batalla d'Ipsos[6]
- 280 aC, Batalla d'Heraclea[7]
- 279 aC, Batalla d'Asculum[8]
- 275 aC, Batalla de Benevent[9]
- 238 aC, Batalla d'Útica[10]
- 202 aC, Batalla de Zama[11]
- 190 aC, Batalla de Magnèsia[12]
- 153 aC, Setge de Numància[13]
- 149 aC, Batalla de Cartago
- 108 aC, Batalla de Muthul
- 451, Batalla de Vartanantz

## Aspectes culturals
- En dues històries de El llibre de la selva de Kipling, "Toomai dels elefants" i "Els servidors de La seva Majestat", apareixen elefants de guerra.
- Els animals de guerra que apareixen en El Senyor dels Anells de J. R. R. Tolkien, anomenats olifants o mûmakil, estan inspirats en els elefants de guerra.
- Els elefants de guerra apareixen també en diversos videojocs, com Age of Empires, Imperivm, Age of Empires II, Age of Empires III The Asian Dynasties, Rome: Total War o Civilization, entre d'altres.